# George Nathan

El símbol de les Brigades Internacionals

George Montague Nathan (Irlanda, 1895 – Brunete, Serra de Guadarrama, Madrid, 16 de juliol del 1937) fou un militar irlandès i antic membre dels serveis secrets britànics, activista de l'Exèrcit republicà irlandès (IRA) i comandant, successivament, de diversos batallons de les Brigades Internacionals durant la Guerra Civil espanyola. Arribà a ser membre de l'Estat Major de la XV Brigada Internacional.
Durant la Primera Guerra Mundial lluità a l'Exèrcit britànic al front occidental. Arribà fins a sergent major de companyia i "després de tres anys i 334 dies de servei, fou distingit el dia 9 d'abril del 1917" com a «únic oficial jueu a la Brigada de Guàrdies».
Poc se sap de les seves activitats entre 1918 i 1936, tot i que s'ha apuntat que fou responsable dels "Assassinats del toc de queda de Limerick", mentre treballava encobert per la Intel·ligència Britànica amb els Black and Tans a Limerick. Posteriorment, milità amb l'Exèrcit Republicà Irlandès.
Enrolat la tardor del 1936 a les Brigades Internacionals en la Guerra Civil espanyola, inicialment comandà la Companyia Britànica dins el Batalló la Marsellesa francès, però fou nomenat comandant del batalló a primers del 1937 després de l'afusellament del seu predecessor Gaston Delasalle per espionatge. Posteriorment, comandà successivament el batalló Lincoln, el batalló Washington i el batalló anglès. Fou llegendari el seu valor a l'hora d'assaltar les posicions franquistes. Portava a sobre el clàssic fuet de muntar dels graduats anglesos i llançava els seus homes a l'assalt amb el crit «Adelante, señoras!» per a esperonar-los.
Malgrat haver estat rebutjat com a membre del Partit Comunista -fos a causa de la seva "orientació sexual" o degut a la seva manca de ganes a l'hora de demostrar un gran entusiasme polític-, el cert és que els observadors del Comintern admiraven en ell la seva "freda arrogància sota el foc".
Esdevingué posteriorment Cap d'Estat Major de la XV Brigada Internacional i caigué en combat el 16 de juliol del 1937 en ser ferit per l'esquena per un projectil d'aviació, en el transcurs de la batalla de Brunete. Ferit de mort, es feu portar a un camp d'oliveres on demanà els seus homes que cantessin, mentre ell expirava. Fou enterrat a la vora del riu Guadarrama en mig d'un gran sentiment dels seus homes, que l'adoraven.